# Rue Béthizy
La rue de Béthizy est une ancienne voie de l'ancien 4e arrondissement de Paris. Elle a disparu lors de la création des rues de Rivoli et du Pont-Neuf.

## Situation
Cette rue commençait au 11, rue Boucher et au 1, rue des Bourdonnais et finissait au 32, rue de la Monnaie et au 2, rue du Roule. Elle était située dans l'ancien 4e arrondissement dans le quartier Saint-Honoré pour les numéros pairs et le quartier du Louvre pour les numéros impairs.
Les numéros de la rue étaient rouges. Le dernier numéro impair était le no 21 et le dernier numéro pair était le no 20.

## Origine du nom
Deux hypothèses peuvent expliquer ce nom :
- il s'agirait du nom de Jacques de Bétisy, avocat au parlement de Paris qui y aurait possédé un hôtel particulier[3],[4],[2] ;
- il ferait référence au fief de Béthisy, près de Compiègne, où l'abbaye de Montmartre avait d'importantes possessions, dont dépendaient également aux XVIIe et XVIIIe siècles quatorze maisons à proximité, situées rue Saint-Honoré, rue du Roule, rue de l'Arbre-Sec et rue du Pont-Neuf[3].

## Historique
La rue existait déjà à la fin du XIIIe siècle, et se prolongeait alors jusqu'à la rue de l'Arbre-Sec.
En 1300, la partie située entre la rue de l'Arbre-Sec et les rues de la Monnaie et du Roule se nommait alors « rue au Comte de Ponthieu » parce que ce comte y avait un hôtel particulier. Cette voie est citée dans Le Dit des rues de Paris, de Guillot de Paris, sous la forme « rue o Quains de Pontis ».
La partie située entre la rue Thibault-aux-Dez et la rue O Serf se nommait à la même époque « rue de Béthisi » et « rue de la Charpenterie ». Cette voie est citée dans Le Dit des rues de Paris sous la forme « rue de Béthisi ».
Ces deux rues sont réunies en 1416 sous le nom de « rue de Bétisy ».
Elle est citée sous le nom de « rue de Bétizy » dans un manuscrit de 1636.
Rapidement, la rue du Comte-de-Ponthieu se sépare à nouveau de la rue de Béthisy. À la fin du XVIIe siècle, deux rues prenaient naissance au milieu de la rue de Béthisy : la rue Tirechappe vers le nord et la rue Étienne vers le sud.
Une décision ministérielle du 18 vendémiaire an VI (9 octobre 1797), signée Letourneux, fixe la largeur de la voie publique à 8 m. Par une ordonnance royale du 29 avril 1839, la largeur est portée à 10 m.
La rue a disparu en 1854, absorbée par les nouvelles rues de Rivoli et du Pont-Neuf dont la première en a repris la plus grande partie du parcours.

## Bâtiments remarquables et lieux de mémoire

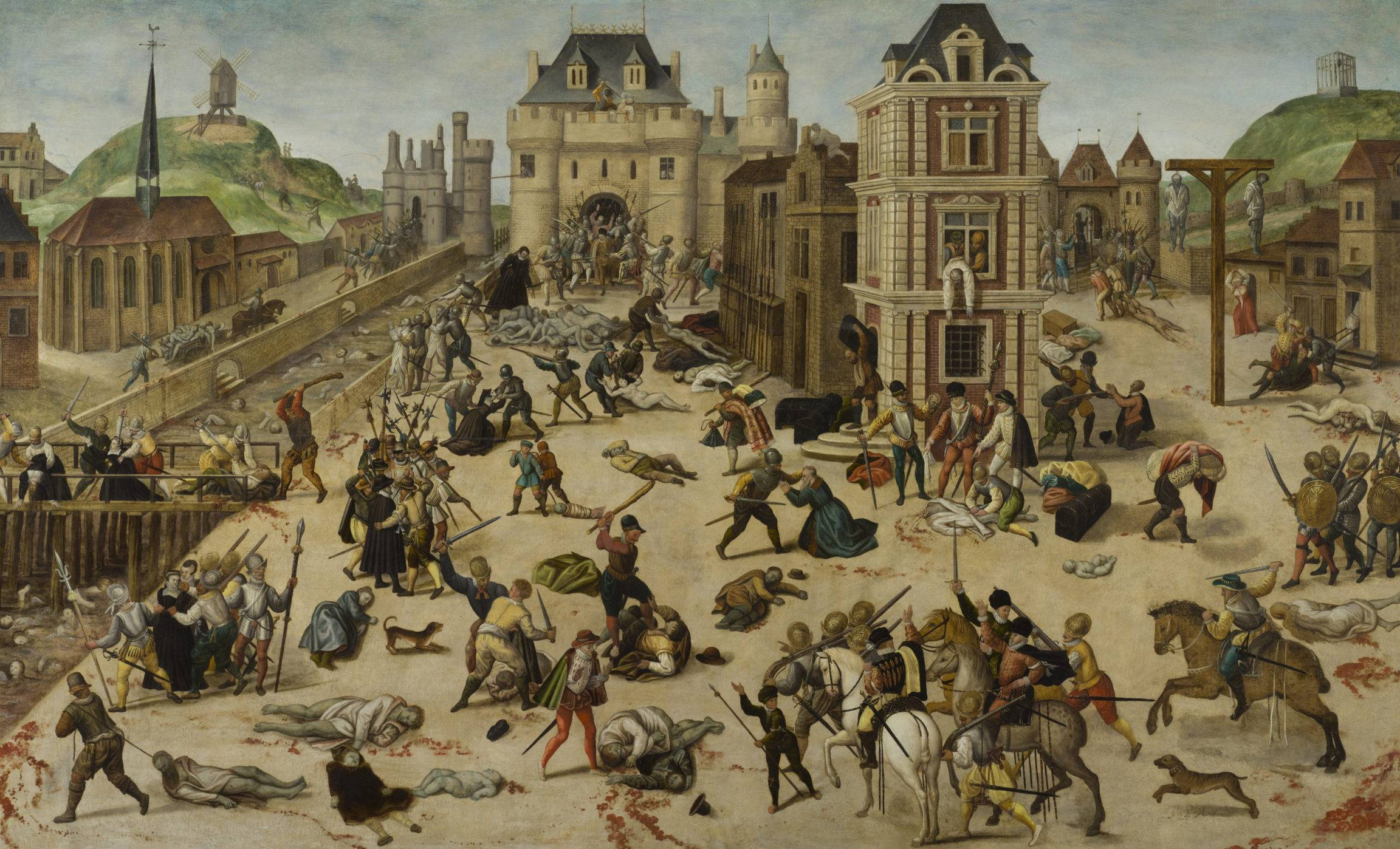
Le Massacre de la Saint-Barthélemy de François Dubois, avec au centre l'hôtel de Ponthieu.

- L'hôtel de Ponthieu. Jean Ier Le Meingre, dit Boucicaut, maréchal de France, demeurait rue Béthizy, dans l'hôtel de Ponthieu, que lui donna en 1359 Charles V. L'amiral de Coligny fut tué à cet endroit.
- Au no 20, l'hôtel de Montbazon connu depuis 1617, habité par les seigneurs de Rohan-Montbazon. Il est construit à l'emplacement de l'hôtel de Ponthieu. Vers 1785-1817, il est occupé par une manufacture de plomb laminé, puis par le grand magasin de mercerie de Jean Jacques Louis Picque jusqu'en 1841[5].